# التفلسف
التفلسف هو فعل قد يعتبره البعض غامضا : لكن عند الفحص و التدقيق ، يمكن القول أنه يشير الى التفكر في الاسباب من خلال مفاهيم عامة  حول العالم ، و هو نتاج   لحب المعرفة بالمعنى الاشتقاقي للكلمة  ،كما يمكن أن يطلق على فن العيش بشكل أفضل ، و من ثم فهو تمثل من نوع تأملي   (معرفة خالصة) أو  ممارسة أكثر التزاما تهدف إلى حياة أكثر إنسانية ، و من هنا فممارسة التفلسف تربط بالفعل الأخلاقي والسياسي ، و أيضا بوسائلنا  من أجل  المعرفة   .
كيف يمكن أن يكون هذا خاصا بالممارسة الفلسفية ؟ و هل يمكن أن نعتبر أن تمثل الفيلسوف للعالم من خلال فعل التأمل مغايرا لتمثلات الاخرين ؟ من هنا ينبثق سؤالان  فلسفيان يمكن اعتبارهما بمثابة موجه و محدد :
- لماذا تتفلسف؟
- كيف تتفلسف؟

تحليل التعابير الشائعة
الكلمات "فلسفة»،«فيلسوف»،«و تفلسف» لديها معانٍ عدة، و هذه المعاني تفهم من خلال السياق ،و هذا السياق يعرف من خلال ما يقوم به الشخص المتكلم أو المتكلم عنه ،أو من خلال موضوع حديثنا ، أو العمل الذي نلتزم به ،و على سيبل المثال ::
- يقال شخص عاش تجربة بنفس فلسفي ، كما يقال شخص فيسلوف ، ينبغي أخذ الأمور بمنظور فلسفي إلخ هنا المفهوم مرادف لنوع من التروي و التحكم في الذات ، و الثبات عموما .
- لكن من جهة أخرى أن نقول عن شخص : أنه فيلسوف : فيعني أيضا أن تكون له آراء يطبعها نوع منالتفكير النقدي ، من خلال القدرة على التفكير الذاتي ؛
- يعبر عن معنى : عمل من انجاز فلسفة معينة ، أو رؤية ( أخلاقية ، علمية ، تاريخية ، .إلخ )للعالم ؛
- فلسفة فيلسوف : مثلا من خلال : مذهبه و نظام تفكيره المتماسك .؛
- درس الفلسفة : يعني  الفلسفة كمادة للتدريس و التي يتحدد مقررها من خلال برنامج تعليمي محدد

## دراسةالمفاهيمو أقسام الفلسفة

### هل نتعلم الفلسفة أم نتفلسف؟
ماهي الممارسة الفلسفية ؟ربما لا تتماشى التعابير الشائعة دائما مع المعنى الصحيح لفعل التفلسف ، لكن يمكن التوصل الى المعنى الصحيح ،على سبيل المثال : من خلال : موضوع من المواضيع التي تعالجها مادة "الفلسفة "و هذه المواضيع متعددة مثل الانسان والعالم ووسائل المعرفة ،و الفعل الأخلاقي و السياسي ،  هذه المواضيع التي تمثل مجالا للتفكير تشترك في أنها تقتضي معالجة العديد من الأفكار و التصورات  و المفاهيم ،هذه المعالجة ليست اعتباطية ، و من المتوقع إذن أن الفلسفة يمكن عدها نحوا من فن التفكير و التمحيص و الجمع و الفهم إلخ  الذي يدور حول المفاهيم ،و ذلك باتباع قواعد صارمة
و من ثم  فإن النظرية هي مجموعة من المفاهيم المنظمة بشكل عقلاني . و في الفلسفة : هناك عدة احتمالات لتنظيم المفاهيم و تقسيمها ، هذه الاحتمالات من من الكثرة بحيث لا يمكن حصرها في موضوع واحد. فعلى سبيل  المثال  يمكن ترتيب المفاهيم وفق التقسيم اليوناني للفلسفة  : معرفة الطبيعة ، أو الفيزياء ، والأخلاق والمنطق ، وعلم الاستدلال ، أي أسلوب الحكم السديد   للفهم . على هذا النحو ، فإن المنطق يبني معرفة العالم و ينظم  جميع مفاهيم الفلسفة الأخلاقية .  هذه الأخيرة يمكن اعتبارها  أيضا كنظرية للمعرفة. و يُنسب هذا التقسيم أحيانًا إلى أفلاطون ، لكنه  لم يتم صياغته بوضوح إلا مع  الفلسفة الرواقية . و تقسيم آخر ، يأخذ بعين  الاعتبار حقيقة أن الفيزياء لم تعد جزءًا من الفلسفة اليوم ، لذا يقتصر على التمييز  بين نظرية المعرفة والأخلاق فقط. ولكن هناك في الواقع العديد من المجالات الأخرى ، مثل علم الجمال والفلسفة السياسية .إلخ   والتي نحت منحى مستقلا نسبيا  خلال تاريخ الفلسفة .
من الناحية النظرية ، تغطي الفلسفة جميع مجالات الواقع ، لأن هدفها هو الواقع نفسه بامتياز ، سواء كان جسديا  أو عقليا (بهذا المعنى ، تُسمى الفلسفة : الفلسفة الأولى أو الفلسفة الميتافيزيقية ). في الواقع ، لا يوجد سوى عدد محدود من المفاهيم ، ومن الواضح أن قائمة المفاهيم تظل  مفتوحة دائمًا ، وهذه المفاهيم هي التي يجب دراستها للتعرف على الفلسفة. و يمكن دراستها من الشخص نفسه عن طريق  (تعلم التفكير والتحليل والاستدلال بشكل عام) ، أو ربطها بمفاهيم أخرى لتشكل مجالًا معينًا ( الأخلاق ، الجماليات ، إلخ) ، أو حتى وفقًا لتطورها التاريخي ( معرفة مذاهب  الفلاسفة ، تاريخ الفلسفة). و من هنا  ، فإن دراسة المفاهيم من ناحية ، و دراسة المنطق من ناحية أخرى ، ، تشكل بداية شاملة لتعلم  الفلسفة ، والغرض منها هو أن نفكر بأنفسنا . : sapere aude .
إذا كان هذا صحيحًا ، فيمكن للمرء أن يفهم لماذا لا يمكن تعلم الفلسفة : لا يوجد مضمون معين و  معطى يمكن للمرء أن يقوله حول الفلسفة ،  فلا يمكننا أن نقول : هذه هي الفلسفة بأكملها. الفلسفة كعلم مكتمل  لا وجود له. وبالتالي ، فإن دراسة الفلسفة لا يمكن ان تكون  تدريبًا على الذاكرة ، ولكنها تمرين  للعقل . يستند هذا التمرين إلى أدلة المفاهيم والحاجة إلى البراهين .
لذلك لا يمكن أن تكون طريقة تدريس الفلسفة دوغماتية (أي لا يمكن أن تكون غير قابلة للجدل وترفض كل نقد)؛ يجب أن يكون  " تفكيرا مستبصرا "     zététique   (فن الشك).  و من ثم فنحن لا نتعلم الفلسفة ،  و لكن نتعلم التفلسف. لكن هل يمكننا الاستغناء عن أي تعلم  حول الفلسفة ؟ لقد رأينا أنه لا يمكن ذلك  .
تحتوي فلسفة اليوم كل ما أنتجه عمل آلاف السنين؛ إنها حصيلة كل ما سبقها. – هيغل
و من ثم ينبغي أيضا أن نعرف  تاريخ الفلسفة!

### التفكير النقدي واستقلالية الفكر
و من ثم فالغاية الاسمى للفلسفة هي أم يفكر المرء بنفسه ، وأن يضع معياره الخاصة. أن بكون حرًا، و هذا يعني ربما المشاركة بنشاط وبوعي في بلورة تاريخ العالم من خلال كونه مرشدا لنفسه.
ولكن، في هذه الحالة، لماذا يكتفي معظم الناس  بفلسفة عفوية، أي حكمة قائمة على الحس  الدارج  غير المستنير ؟ لأن الفلسفة، التي  تسلزم مـنا مضاهاة تعقيد العالم، تتطلب أن :
- أن نفكر ، وبالتالي أن نخاطر  برؤية معتقداتنا تُهدم بواسطة النقد ؛
- أن نفكر ، ، وبالتالي أن نبذل جهدا فكريا طوعيا.

و من ثم هناك موقفان محتملان تجاه الفلسفة :
- رفضها، مما يعني الاعتراف بالتحيزات، والآراء الخارجية، والسماح للآخرين بخداعنا ؛
- أو قبولها، وبناء رؤية للعالم، وممارسة التفكير والتفلسف.

إذا كل الناس يفكرون، فإن بعضهم فقط من يعمل نظره في أفكاره هو ، أي لديهم تفكير تأملي ونقديً ومتسائل. هل الأمر مسألة كسل فقط؟ أليست هناك ظروف اجتماعية وثقافية تشجع إلى حد ما على ظهور التفكير الحر؟ هل نجح التعليم الفلسفي الكلاسيكي الفرنسي في الصف النهائي في "جعل الشخص يفكر بنفسه"؟ هل هناك سن لممارسة الفلسفة؟
الفلسفة للأطفال هي ممارسة جَديدة  تدعي أنها تقدم العديد من المسارات الجاذبة  للاهتمام فيما يتعلق بهذه القضايا. في الواقع، تزعم  أنها تقطع  مع النموذج النخبوي للتفكير التأملي بالنظر إليه كامتياز للأرواح الجريئة فقط ؛ تتمثل   هذه الممارسة في الارتقاء  بالتفكير التأملي و الوعي الديمقراطي للجميع وفي كل مرحلة عمرية ، وذلك ، من خلال أورش للنقاش الفلسفي . و يتعلق الأمر بتعلم التفلسف  من خلال الوعي  بالفكر الخاص للمرء وتدبراته من خلال مشاركتها  ومجابهتها  بأفكار الآخرين. هذه الممارسة التي أَبْدَعَها ماثيو ليبمان في الولايات المتحدة تحظى بشعبية متزايدة في جميع أنحاء العالم. و يمكننا القول بالمقابل أن فعل التفكير التأملي ليس في العموم تابعًا لهذا النوع من الأيديولوجيات الديمقراطية، وأنه من التهور و الإزراء بالتفكير أن نرغب في تعميمه..

### فن العيش
عندما ننظر إلى الفلسفة  على أنها ممارسة، يمكن فحصها من عدة زوايا  ،  قد لا يكون لها نفس القيمة جميعا..
- يتقاضى الفلاسفة المحترفون أجورًا من الناس، ويتم تكوينهم من أجل  نقل معرفة تقليدية. و من هذا المنطلق فإنهم ليس لديهم بالضرورة رسالة للتفكير. كتب بيير ثويلير كتيبًا عن هذا الموضوع أثار  ضجة  كبيرة بعنوان سقراط، الموظف .
- بالمثل، سيكون إِجْحافا أن  نسمي جميع طلاب الفلسفة : فلاسفة.
- كما يقال أحيانًا  : أن مؤرخي الفلسفة ليسوا لزوما  فلاسفة، حتى لو كانوا أساتذة فلسفة في الجامعة (وهو ما لا يقلل من جدارتهم، لأنهم كمؤرخين لديهم نشاط بحثي مهم).

قد لا يكون البحث عن الفيلسوف انطلاقا من ذلك السياق . وعلى سبيل المثال، يقول أندريه لالاند في كتابه "المعجم النقدي" أن استخدام " فيلسوف » بالمعنى أعلاه هو استخدام  تهكمي.